# Хотьковцы
Хотьковцы (укр. Хотьківці) — село в Красиловском районе Хмельницкой области Украины.
Население по переписи 2001 года составляло 359 человек. Почтовый индекс — 31062. Телефонный код — 3855. Занимает площадь 1,826 км². Код КОАТУУ — 6822787404.

## Местный совет
31062, Хмельницкая обл., Красиловский р-н, с. Мытинцы, ул. Ленина